# Хефест
Хефест, Хефестус (на старогръцки: Ἥφαιστος; на латински: Hephaestus) в древногръцката митология е бог, покровител на огъня и обработката на метала като ковач. Аналог на Хефест в римската митология е Вулкан.

## Легенди
Според едни легенди, той е син на Зевс и Хера, роден на Олимп, а според други - Хера го е родила от себе си, след като се скарала със Зевс. След като ѝ показват детето, тя - ужасена от хилавото му телце - го хваща за крачето и го хвърля към земята и той пада в Океана, където е спасен от Тетида, дъщеря на морския старец Нерей и нейната приятелка Евринома, дъщеря на бог Океан. Те го намират и се грижат за него в продължение на 9 години. Малкият Хефест, който е куц от падането си, малко се интересува от обичайните за другите божества дейности - не обича нито музиката, нито танците, нито войната. Той предпочита да майстори разни неща, както и да изработва прекрасни златни и сребърни бижута, с чието невиждано изящество изумява възпитателките си. Сред делата му е огърлицата на Харомония. Служи си и с чук и наковалня и създава някои забележителни и прочути предмети, като щита на Атина, колесницата на Хелиос, доспехите на Ахил. Той извайва и прелестната Пандора, станала след оживяването си жена на титана Епиметей. Зевс му поверява част от укрепването на Тартар, като затвор за неугодни му божества. От неговата ковачница титанът Прометей открадва огъня и го дарява на хората.
Хефест е известен, като съпруг на Афродита, която го мами с Арес, както и с увлечението си по богинята Атина, плод на което е Ерехтей (роден от Гея). Той има деца и от Аглая, Етна, Кабейро, Антиклея и някои други жени и богини. Негови наследници са Евклия, Евтения, Евфем, Филофросин, Ардал и други. 

## Култ
Почитан е като бог-занаятчия – трудещият се най-много бог. Символът му е наковалня. 

Установен период на поклонение: от около 1499 г. пр. н.е. до християнизацията (около 400 г.); Култови средища: Светилища на остров Лемнос.
- Хефест в музея Лувър
- Бог Вулкан, Рубенс
- Храмът на Хефест, Атина